# لورا هرینگ
لورا النا مارتینز هرینگ (اسپانیایی: Laura Elena Martínez Herring‎) (زادهٔ ۳ مارس ۱۹۶۴) هنرپیشه و ملکه زیبایی مکزیکی-آمریکایی است. وی از سال ۱۹۸۷ میلادی تا اکنون مشغول فعالیت بوده‌است. او همچنین برنده ملکه زیبایی ایالات متحده آمریکا ۱۹۸۵ شده است و در مراسم دوشیزه جهان ۱۹۸۵ جز ۱۰ نفر برتر شد. 

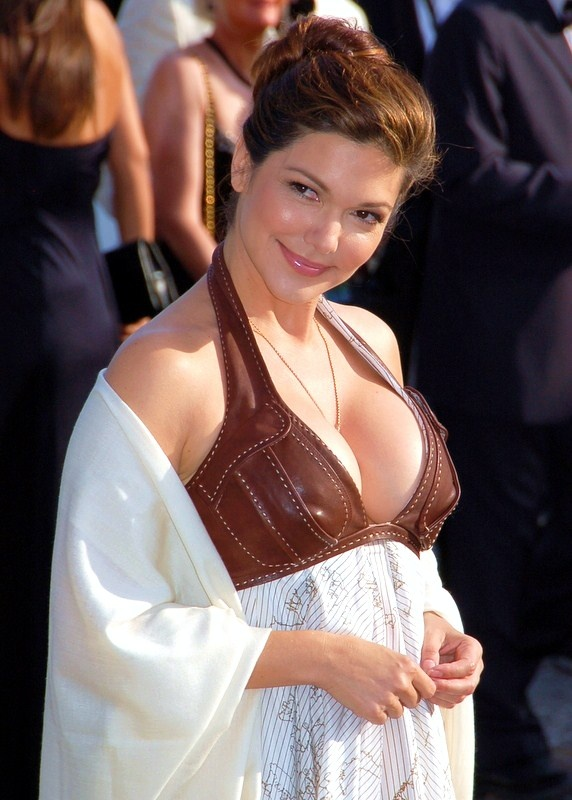
هرینگ در جشنواره فیلم کن ۲۰۰۸

## گزیده فیلم‌شناسی

### سینمایی
| سال  | عنوان                   | نقش               | یادداشت |
| ---- | ----------------------- | ----------------- | ------- |
| ۱۹۹۰ | رقص ممنوعه              | نساء              |         |
| ۱۹۹۴ | خروج به عدن             | ام.سی. کیندرا     |         |
| ۱۹۹۷ | عقرب سیاه ۲: پس‌لرزه     | بابیت             |         |
| ۲۰۰۰ | نیکی کوچک               | خانم دانلیوی      |         |
| ۲۰۰۱ | جاده مالهالند           | ریتا/کاملا رودز   |         |
| ۲۰۰۲ | جان کیو                 | جینا پالمبو       |         |
| ۲۰۰۲ | از خط خارج شده          | گالینا کنستانتین  |         |
| ۲۰۰۲ | خرگوش‌ها                 | جین               |         |
| ۲۰۰۳ | ویلارد                  | کاترین            |         |
| ۲۰۰۴ | مجازاتگر                | لیویا سنت         |         |
| ۲۰۰۶ | امپراتوری درون          | خرگوش رابیت/مهمان |         |
| ۲۰۰۷ | نانسی درو               | دهلیا درایکات     |         |
| ۲۰۰۷ | عشق سال‌های وبا          | سارا نوریگا       |         |
| ۲۰۰۸ | تماس‌گیرنده              | ایلین             |         |
| ۲۰۰۹ | آب دهان                 | آنورا فلیس        |         |
| ۲۰۱۳ | بازگشت به بابل          | آلا نازیمووا      |         |
| ۲۰۱۴ | آموزش مسائل جنسی        | لوپ               |         |
| ۲۰۱۶ | کم کردن                 | جورجینا پرستون    |         |
| ۲۰۱۶ | درون                    | زن                |         |
| ۲۰۱۸ | کم کردن: نظم نوین جهانی | جورجینا پرستون    |         |

### تلویزیونی
| سال     | عنوان                           | نقش                  | یادداشت                                                     |
| ------- | ------------------------------- | -------------------- | ----------------------------------------------------------- |
| ۹۱–۱۹۹۰ | بیمارستان عمومی                 | کارلا گرکو           | شخصیت دوره‌ای                                                |
| ۱۹۹۲    | بی‌واچ                           | پرنسس کاترین راندبرگ | قسمت «پرنسس جزر و مد»                                       |
| ۱۹۹۷    | کالیفرنیا                       | کریستینا گوارا       | قسمت آزمایشی (اسپین‌آف از پزشک دهکده)                        |
| ۱۹۹۷    | سانست بیچ                       | پائولا استیونز       | حضور در ۱۴۱ قسمت، او برای این سریال نامزد جایزه آلما شد.    |
| ۱۹۹۸    | فریژر                           | ربکا وندل            | قسمت «شماره ام برای مارتین»                                 |
| ۲۰۰۰    | داستان‌های باورنکردنی            | زن مرموز             | قسمت: ۳۰ - بخش: «پدر مرده»                                  |
| ۲۰۰۳    | نظم و قانون: واحد قربانیان ویژه | جوآن کوئنتین         | قسمت «عالی»                                                 |
| ۲۰۰۹    | دختر سخن‌چین                     | ایولین باس/الیزابت   | حضور در ۴ قسمت                                              |
| ۱۹–۲۰۱۲ | ان‌سی‌آی‌اس: لس آنجلس              | جولیا فلدمن          | حضور در ۵ قسمت از جمله قسمت «ملکه گامبیت» و قسمت «آژیرها»   |
| ۱۵–۲۰۱۴ | در جستجوی زندگی                 | اولیویا اورتیز       | قسمت «اولین فرد» و قسمت «حدس بزنید چه کسی برای اهدا می‌آید؟» |